# Rudolf Marti
Rudolf „Rüdi” Marti (ur. 7 kwietnia 1950) – szwajcarski bobsleista. Dwukrotny medalista olimpijski.

## Kariera sportowa
Dwa razy startował na igrzyskach olimpijskich (IO 76, IO 80) i na obu olimpiadach zdobywał medale. W 1976 i 1980 szwajcarski bob z załogą  Erich Schärer (pilot), Ulrich Bächli, Marti, Joseph Benz zajmował drugie miejsce (za reprezentantami NRD). Dwukrotnie, w 1977 i 1978, zdobywał srebro mistrzostw świata w tej samej konkurencji.